# جيس كلاين
جيس كلاين (بالإنجليزية: Jess Klein)‏ هي كاتبة أغاني ومغنية ومغنية مؤلفة وملحنة أمريكية، ولدت في 1974 في روتشستر في الولايات المتحدة.

## وصلات خارجية
- الموقع الرسمي
- جيس كلاين على موقع ميوزك برينز (الإنجليزية)
- جيس كلاين على موقع أول ميوزيك (الإنجليزية)
- جيس كلاين على موقع ديسكوغز (الإنجليزية)